# Peñasco (anatomía)

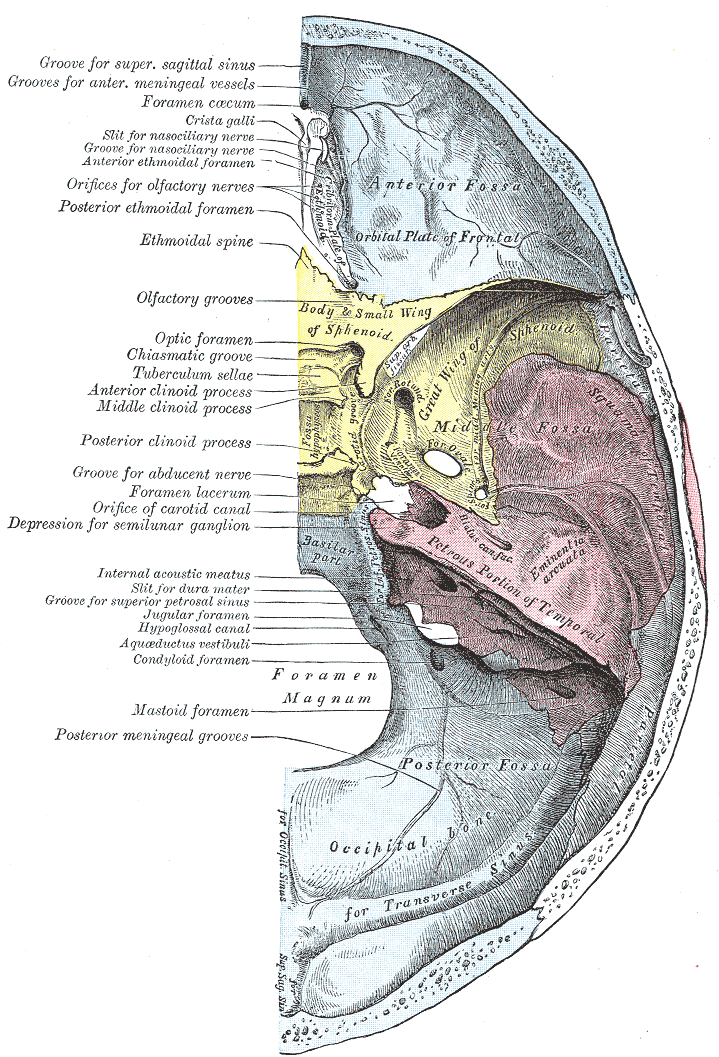
Base del cráneo. Puede observarse el peñasco etiquetado como Petrous Portion of Temporal

En anatomía recibe el nombre de peñasco, hueso petroso o pars petrosa del temporal, una de las porciones del hueso temporal en el cráneo de mamíferos. En algunos mamíferos osifica como un hueso independiente, pero en otros, como los seres humanos, se fusiona al hueso temporal. Contiene al oído interno. Petroso proviene de la palabra latina petrosus, que significa "duro como una piedra". Es uno de los huesos más densos del cuerpo.

## Anatomía Humana
Tiene forma de pirámide y presenta cuatro caras, dos de ellas endocraneanas y dos extracraneanas. En sus proximidades se localizan diversos agujeros de la base del cráneo, delante se encuentra el agujero rasgado anterior, el foramen oval y el agujero redondo menor; detrás se encuentra el agujero rasgado posterior. En el hueso petroso existen varias cavidades óseas dispuestas en su eje longitudinal y transversal, entre ellas las que contienen el conducto auditivo externo, el oído medio y oído interno, el conducto auditivo interno y el conducto carotídeo por el que transcurre la arteria carótida interna. El peñasco es susceptible de sufrir fracturas óseas que pueden estar provocadas por un mecanismo directo o indirecto; estas últimas son las más frecuentes. Las fracturas del peñasco pueden dejar secuelas importantes, entre ellas parálisis facial y pérdida de audición.

### Base
La base se fusiona con las superficies internas de las porciones escamosa y mastoidea del hueso temporal.

### Ápice
El ápice, áspero y desigual, se encuentra en el intervalo angular entre el borde posterior del ala grande del hueso esfenoides y la parte basilar del hueso occipital; presenta la abertura anterior o interna del canal carotídeo y forma el límite posterolateral del foramen lacerum.

### Superficies

#### Superficie anterior
La superficie anterior forma la parte posterior de la fosa craneal media de la base del cráneo, y es continua con la superficie interna de la porción escamosa, a la que está unida por la sutura petroscamosa, la cual se puede distinguir incluso en etapas avanzadas de la vida. Está marcado por depresiones de las convoluciones del cerebro, y presenta seis puntos notables:
1. Cerca el centro, la eminencia arcuata, la cual indica la ubicación del canal semicircular superior.
2. Delante de y un poco lateral a esta eminencia, una depresión que indica la posición de la cavidad timpánica: Aquí, la capa de hueso que separa el timpánico de la cavidad craneal es extremadamente delgada, y es conocido como el tegmen tympani.
3. Un surco superficial, a veces doble, dirigido lateral y posteriormente a un apertura oblicua, el hiato para el paso del nervio petroso mayor,  y para la rama petrosa de la arteria meníngea media.
4. Lateral al hiato, una apertura más pequeña, para el paso del nervio petroso superficial menor.
5. Cerca el ápice del hueso, la terminación del conducto carotídeo.
6. Por encima de este canal hay una impresión por donde pasa el ganglio de Gasser.

#### Superficie posterior
La superficie posterior forma la parte anterior de la fosa craneal posterior de la base del cráneo, y es continua con la superficie interna de la porción mastoidea.
Cerca del centro hay un gran orificio, la apertura acústica interna, cuyo tamaño varía considerablemente; sus márgenes son lisos y redondeados, y conduce al meato auditivo interno a un canal corto, aproximadamente 1 cm de longitud, que corre lateralmente. Transmite los nervios faciales y acústicos y la rama auditiva interna de la arteria basilar.
El extremo lateral del canal está cerrado por una placa vertical, que está dividida por una cresta horizontal, la cresta falciforme, en dos porciones desiguales.
Cada porción está subdividida por una cresta vertical en una parte anterior y otra posterior.
- En la porción debajo de la cresta falciforme hay tres conjuntos de forámenes; Estas aberturas junto con este canal central transmiten los nervios a la cóclea.
  - un grupo, justo debajo de la parte posterior de la cresta, situado en el área cribrosa media, consta de varias pequeñas aberturas para los nervios al sacro;
  - debajo y detrás de esta área está el foramen singular, o abertura para el nervio del conducto semicircular posterior;
  - delante y debajo del primero está el tractus spiralis foraminosus, que consiste en una serie de pequeñas aberturas dispuestas en espiral, que rodean el canalis centralis cochleæ.
- La parte superior de la crista falciformis se presenta detrás, el área cribrosa superior, perforada por una serie de pequeñas aberturas, para el paso de los nervios al utrículo y los conductos semicirculares superiores y laterales, y, en frente, el área facial, con uno gran apertura, el comienzo del canal para el nervio facial (aquæductus Fallopii).

Detrás del meato acústico interno hay una pequeña rendija casi oculta por una delgada placa de hueso, que conduce a un canal, el aquæductus vestibuli, que transmite el ductus endolinfático junto con una pequeña arteria y vena.
Por encima y entre estas dos aberturas hay una depresión irregular que aloja un proceso de la duramadre y transmite una vena pequeña; En el lactante, esta depresión está representada por una fosa grande, la fosa subarcuada, que se extiende hacia atrás como un túnel ciego debajo del canal semicircular superior.

#### Superficie inferior
La superficie inferior es rugosa e irregular, y forma parte del exterior de la base del cráneo. Presenta 11 puntos notables:
1. Cerca del ápice hay una superficie rugosa, de forma cuadrilátera, que sirve en parte para la unión del elevador veli palatini y la porción cartilaginosa del tubo auditivo, y en parte para la conexión con la parte basilar del hueso occipital a través de la intervención de algún tejido denso tejido fibroso.
2. Detrás de esto está la gran abertura circular del canal carotídeo, que asciende primero verticalmente y luego, haciendo una curva, corre horizontalmente hacia adelante y medialmente; Transmite al cráneo la arteria carótida interna y el plexo carotídeo de los nervios.
3. Medial a la abertura para el canal carotídeo y cerca de su borde posterior, frente a la fosa yugular, hay una depresión triangular; En el vértice de esto hay una pequeña abertura, el aquæductus cochleæ, que aloja una prolongación tubular de la duramadre que establece una comunicación entre el espacio perilinfático y el espacio subaracnoideo, y transmite una vena desde la cóclea para unirse a la yugular interna.
4. Detrás de estas aberturas hay una depresión profunda, la fosa yugular, de profundidad y tamaño variables en diferentes cráneos; aloja el bulbo de la vena yugular interna.
5. En la cresta ósea que divide el canal carotídeo de la fosa yugular se encuentra el pequeño canalículo timpánico inferior para el paso de la rama timpánica del nervio glosofaríngeo.
6. En la parte lateral de la fosa yugular se encuentra el canalículo mastoideo para la entrada de la rama auricular del nervio vago.
7. Detrás de la fosa yugular hay un área cuadrilátero, la superficie yugular, cubierta de cartílago en estado fresco y articulada con el proceso yugular del hueso occipital.
8. extendiéndose hacia atrás desde el canal carotídeo se encuentra el proceso vaginal, una placa de hueso en forma de vaina, que se divide en dos láminas; la lámina lateral es continua con la parte timpánica del hueso, la medial con el margen lateral de la superficie yugular.
9. Entre estas láminas está el proceso estiloides, una espina afilada, aproximadamente 2,5 cm en longitud.
10. Entre los procesos estiloides y mastoides se encuentra el agujero estilomastoideo; es la terminación del canal facial y transmite el nervio facial y la arteria estilomastoidea.
11. Situada entre la porción timpánica y el proceso mastoideo se encuentra la fisura timpanomastoidea, para la salida de la rama auricular del nervio vago.

### Ángulos
El ángulo superior, el más largo, está ranurado para el seno petroso superior, y le da fijación a la tienda del cerebelo; en su extremidad medial hay una muesca en la que se encuentra el nervio trigémino.
El ángulo posterior es de longitud intermedia entre el superior y el anterior. Su mitad medial está marcada por un surco, que forma, con un surco correspondiente en el hueso occipital, el canal para el seno petroso inferior. Su mitad lateral presenta una excavación, la fosa yugular, que, con la muesca yugular en el occipital, forma el agujero yugular; una eminencia ocasionalmente se proyecta desde el centro de la fosa y divide el agujero en dos.
El ángulo anterior se divide en dos partes: una lateral unida a la parte escamosa por una sutura (petroscamosa), cuyos restos son más o menos distintos; un medial, libre, que se articula con el proceso espinoso del esfenoides.
En el ángulo de unión de las porciones escamosa y petrosa hay dos canales, uno encima del otro, que están separados por una placa delgada de hueso, el tabique canalis musculotubarii; ambos canales conducen a la cavidad timpánica.

## El hueso petroso en estudios de ADN antiguo
En estudios de ADN antiguos, los científicos extraen y secuencian ADN de restos esqueléticos antiguos de humanos y otras especies. En muchos casos, el ADN está muy degradado y contaminado por el ADN de los microbios del suelo. En 2015 se descubrió que el hueso petroso conserva muy bien el ADN. Un estudio de 2017 comparó el ADN de diferentes partes del esqueleto y concluyó que "la porción interna de los huesos petrosos y la capa de cemento en las raíces de los dientes son los mejores sustratos para la investigación de ADN antiguo. Ambos sustratos muestran un contenido de ADN endógeno significativamente mayor (promedio de 16,4 % y 40,0 % para dientes y huesos petrosos, respectivamente) que el hueso del cráneo parietal (promedio de 2,2 %)".

## Imágenes adicionales

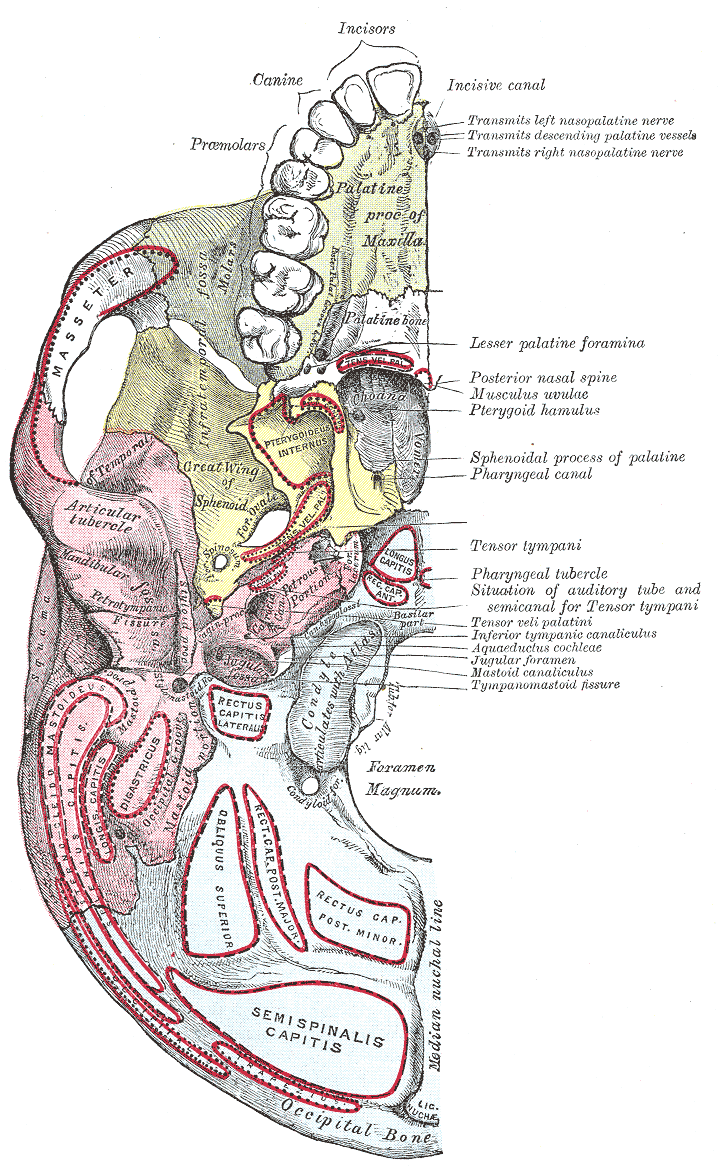
Base del cráneo. Superficie inferior.
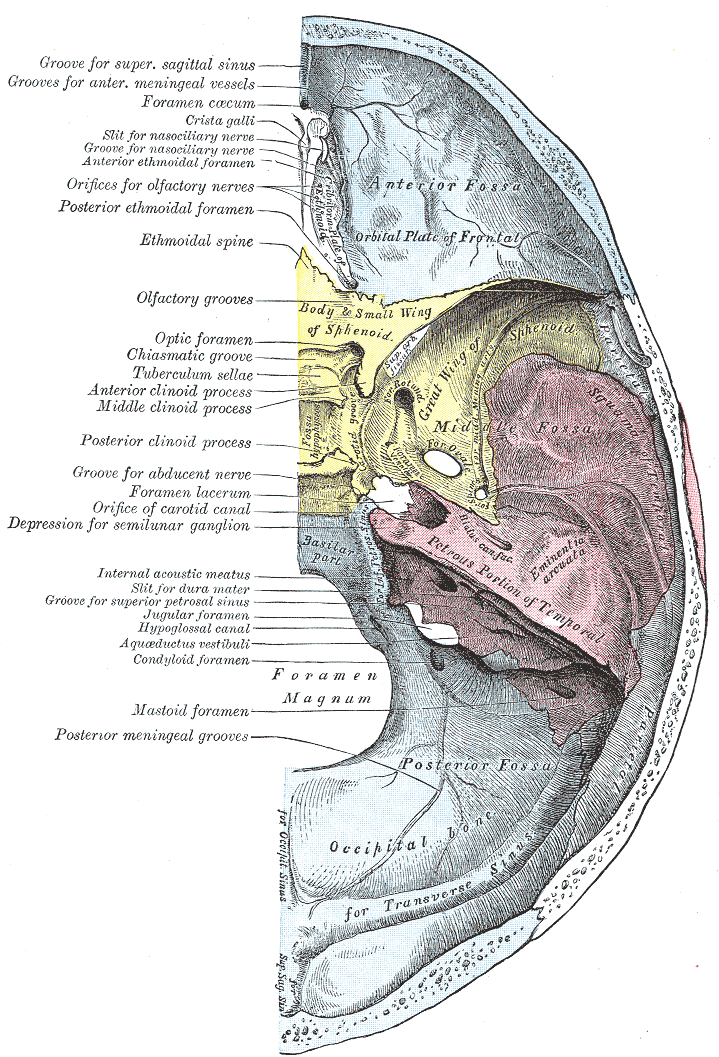
Base del cráneo. Superficie superior.
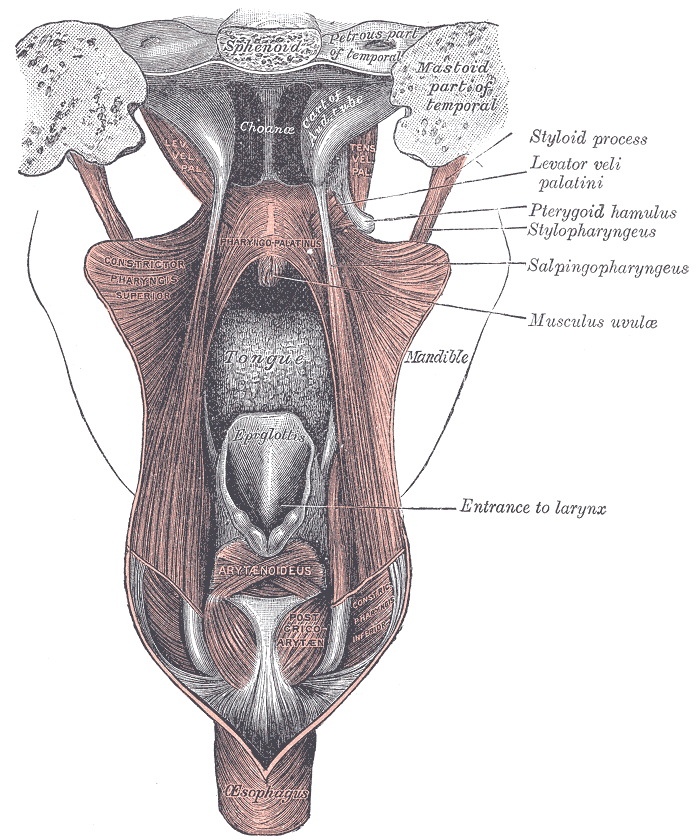
Disección de los músculos del paladar desde atrás.
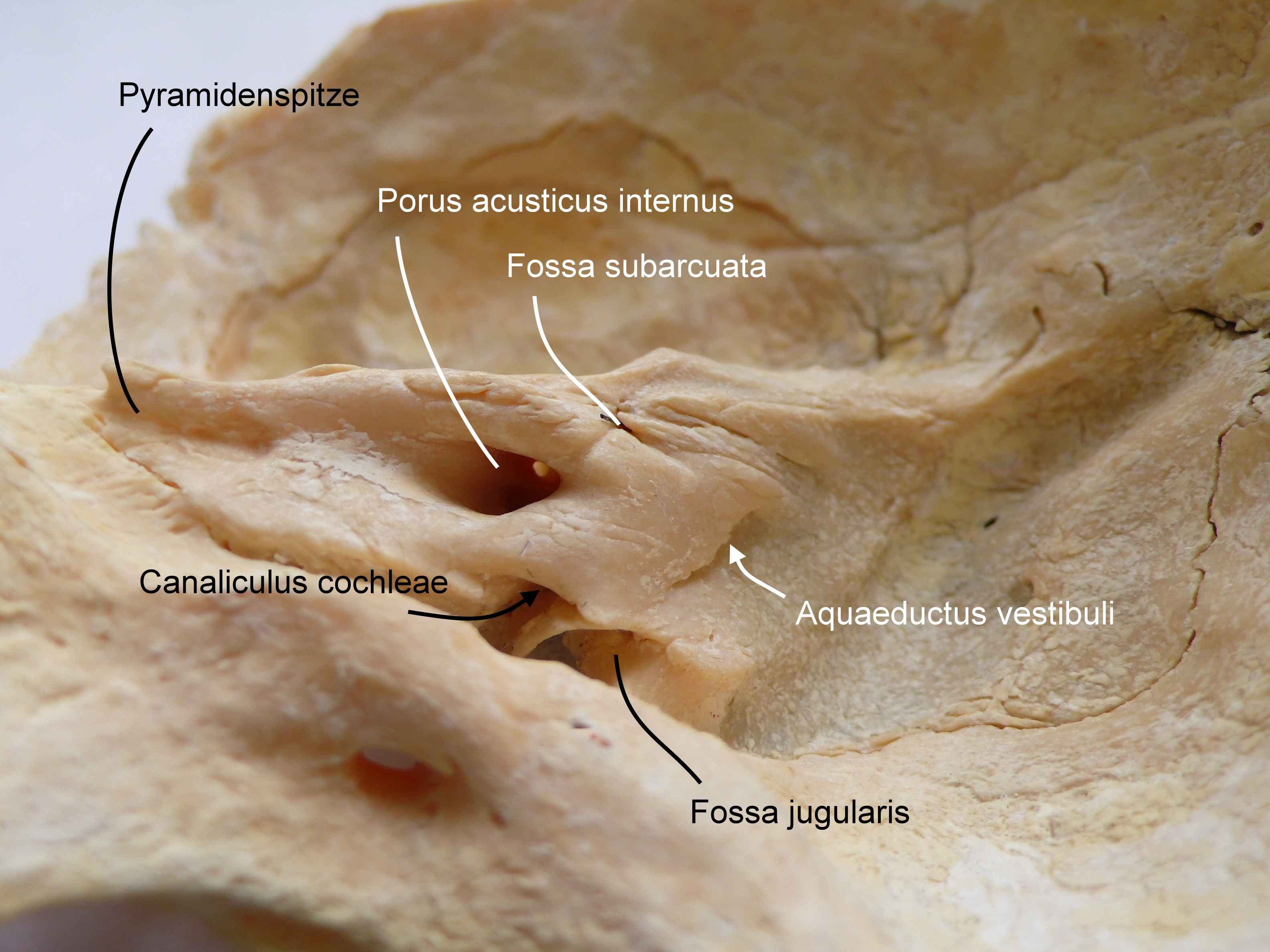
Hueso temporal.
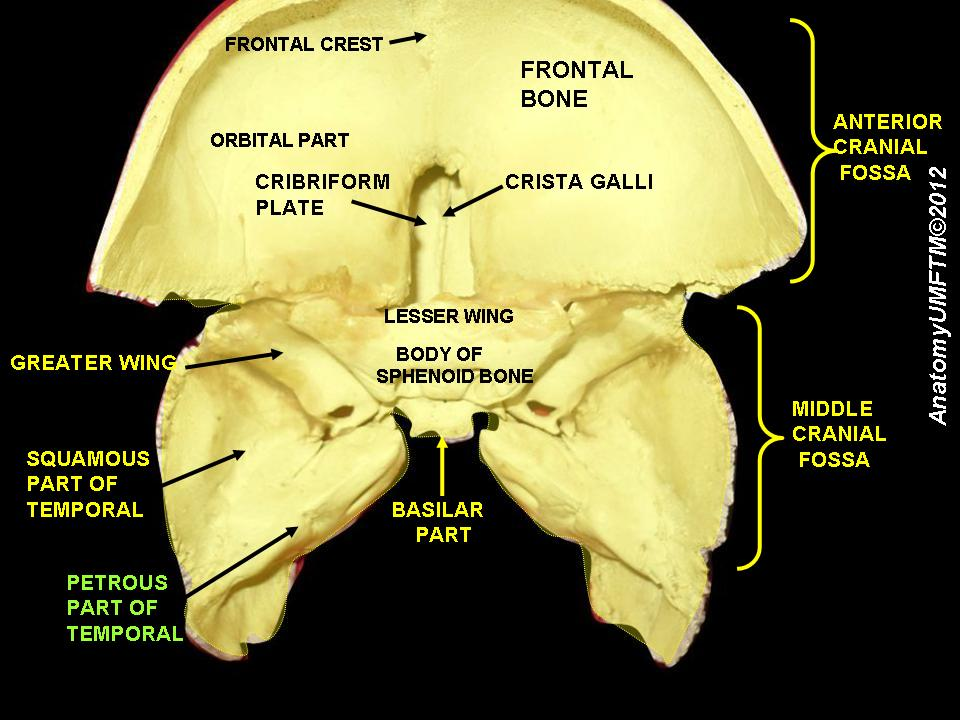
Parte petrosa del hueso temporal.
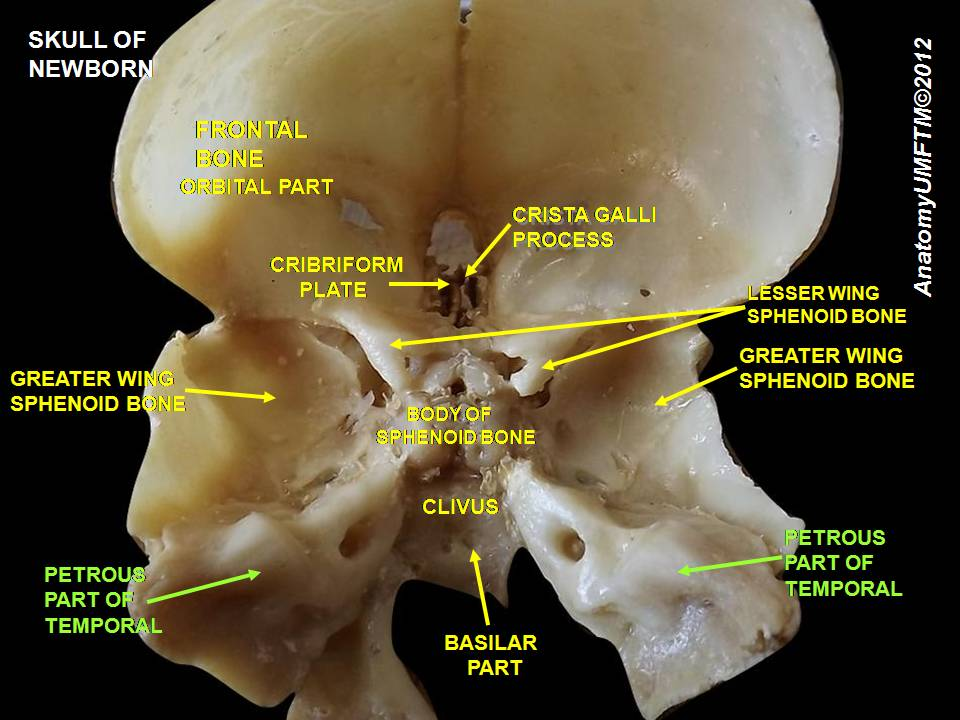
Parte petrosa del hueso temporal.